# Hubert Clompe
Hubert Sandor Clompe (ur. 22 lipca 1910 w Braszowie, zm. 30 grudnia 1995 w Öhringen) – rumuński skoczek narciarski, uczestnik Zimowych Igrzysk Olimpijskich 1936 w Garmisch-Partenkirchen, pierwszy rumuński skoczek, który wystąpił na zimowych igrzyskach olimpijskich.

## Igrzyska olimpijskie
Uczestniczył w Zimowych Igrzyskach Olimpijskich 1936 w Garmisch-Partenkirchen. Na tych igrzyskach wystąpił w zawodach na skoczni normalnej K-80. Clompe był jedynym skoczkiem reprezentującym Rumunię. Zawody ukończył na 41. miejscu (ex aequo z Albinem Novšakiem z Jugosławii) wśród 48 zawodników biorących udział w konkursie.
Były to jedyne igrzyska olimpijskie w jego karierze.

### Wyniki szczegółowe
| Miejsce | Data           | Miejscowość            | Konkurs                         | Skok 1           | Skok 2           | Noty za styl A • B • C                | Nota łączna | Strata      | Źródło |
| ------- | -------------- | ---------------------- | ------------------------------- | ---------------- | ---------------- | ------------------------------------- | ----------- | ----------- | ------ |
| 41.     | 16 lutego 1936 | Garmisch-Partenkirchen | Skocznia normalna indywidualnie | 58,0 m 88,2 pkt. | 59,0 m 85,8 pkt. | 14,5 • 12,0 • 14,0 12,0 • 13,0 • 12,5 | 174,0 pkt.  | – 58,0 pkt. | [ 2 ]  |